# Metal Gear Solid Delta: Snake Eater
Metal Gear Solid Delta: Snake Eater (メタルギアソリッドΔスネークイーター, Metaru Gia Soriddo Deruta: Sunēku Ītā) é um próximo jogo de furtividade de ação e aventura desenvolvido e publicado pela Konami. É um remake do jogo Metal Gear Solid 3: Snake Eater de 2004, a quinta entrada principal da franquia Metal Gear e o primeiro jogo cronológico geral. Como o original, o remake se passa em 1964 e segue um agente da FOX de codinome Naked Snake, que deve salvar um cientista de foguetes russo e sabotar o Shagohod, uma super arma nuclear soviética - ao mesmo tempo que livra seu país da suspeita soviética em meio às tensões da Guerra Fria e enfrenta seu antigo mentor The Boss, que desertou para o lado deles.
Metal Gear Solid Delta: Snake Eater é a primeira grande entrada na franquia Metal Gear desde o lançamento de Metal Gear Survive em 2018, quando a Konami parou de publicar jogos de console de terceiros em favor de títulos de médio porte e jogos para celular. Seu estúdio interno Konami Digital Entertainment desenvolveu o jogo, e o estúdio de Singapura Virtuos forneceu suporte. O jogo foi anunciado em maio de 2023 no PlayStation Showcase 2023.
Metal Gear Solid Delta: Snake Eater está programado para ser lançado para PlayStation 5, Windows e Xbox Series X/S em 2024.

## Lançamento
Metal Gear Sold Delta: Snake Eater foi anunciado para PlayStation 5 em 24 de maio de 2023 no PlayStation Showcase 2023, junto com a compilação Metal Gear Solid Master Collection Vol. 1, que inclui a versão original de Snake Eater. Após a apresentação, o jogo foi confirmado para Windows e Xbox Series X/S. Um trailer de jogo integrado foi apresentado em 25 de outubro de 2023 durante a apresentação digital Xbox Partner Preview da Microsoft. Um vídeo promocional do PlayStation publicado online no início do ano confirmou que o jogo tinha como alvo uma janela de lançamento em 2024.